# Гиляк (канонерская лодка)
Каноне́рская ло́дка «Гиля́к» — мореходная канонерская лодка Российского Императорского флота. Известна своим героическим участием в штурме фортов Дагу в 1901 году в ходе подавления восстания ихэтуаней. За доблесть в этом бою многие члены экипажа были удостоены орденов, а сам корабль был награждён Георгиевским серебряным рожком. Во время Русско-японской войны «Гиляк» участвовал в обороне Порт-Артура в качестве плавучей батареи обороны внешнего рейда. С его помощью были отражены множество атак японских миноносцев и брандеров. В ноябре 1904 года затонул на внутреннем рейде Порт-Артура от повреждений, вызванных попаданиями снарядов противника. При сдаче крепости взорван, в 1905 году поднят японцами и сдан на слом.
Своё наименование судно получило в честь нивхов — коренного населения острова Сахалин, которых русские поселенцы c XVII до начала XX века называли гиляками (тунг. гилэкэ — от гилэ «лодка»).

## История создания
На основании опыта использования канонерских лодок на Дальнем Востоке (стационерная служба и обслуживание дипломатических миссий в городах, расположенных в устьях рек) было сделано заключение о необходимости создания кораблей, обладающих малой осадкой, чтобы действовать в устьях крупных рек, а также достаточной мореходностью, чтобы совершать переходы между речными устьями и портами базирования морского флота. В докладной записке от 25 мая 1892 года командующий Тихоокеанской эскадрой контр-адмирал П. П. Тыртов сформулировал основные требования к кораблям нового типа: осадка не более 2,7 м, скорость не менее 12 узлов, водоизмещение около 750 тонн. Состав вооружения и бронирование определялись тем обстоятельством, что корабли будут вести боевые действия против сухопутных войск: четыре 120-мм орудия, четыре 47- и 37-мм скорострельные пушки Гочкиса, одна десантная пушка Барановского. Бронирование «не могло быть существенным». От парусного вооружения отказались, оставив одну стальную мачту с боевым марсом, которая считалась крайне полезной для наблюдения за рекой и берегом.
На основании этих требований был составлен и направлен на рассмотрение в Морской технический комитет (МТК) проект канонерской лодки. Однако в апреле 1894 года Морское министерство получило сведения о новых американских канонерских лодках, специально приспособленных для ведения боевых действий на реках. Было решено разработать новый проект канлодки для Дальнего Востока, взяв за основу спецификации американских лодок, названные «Pinguin» и «Propoise» (в реальности «Helena» и «Wilmington»).
Руководителем строительства был назначен младший судостроитель П. Е. Черниговский, который получил проектную документацию 30 декабря 1895 года. 30 апреля 1896 года в Новом Адмиралтействе состоялась торжественная закладка лодки, получившей название «Гиляк» и приписанной к Сибирской флотилии. Вскоре строительство остановилось из-за затянувшихся переговоров с заводом Бельвиля по поводу машинно-котельной установки. Проект котлов был утвержден 19 декабря 1896 года, машины были доставлены в Новое Адмиралтейство 10 августа 1897 года, а контракт был подписан только 6 сентября 1897 года. 23 сентября 1897 года «Гиляк» был спущен на воду. Достройка на плаву, испытания и устранение заводских недоделок на канлодке продолжались до конца августа 1899 года, несмотря на то, что она уже с осени 1898 года официально находилась в кампании.

## Испытания

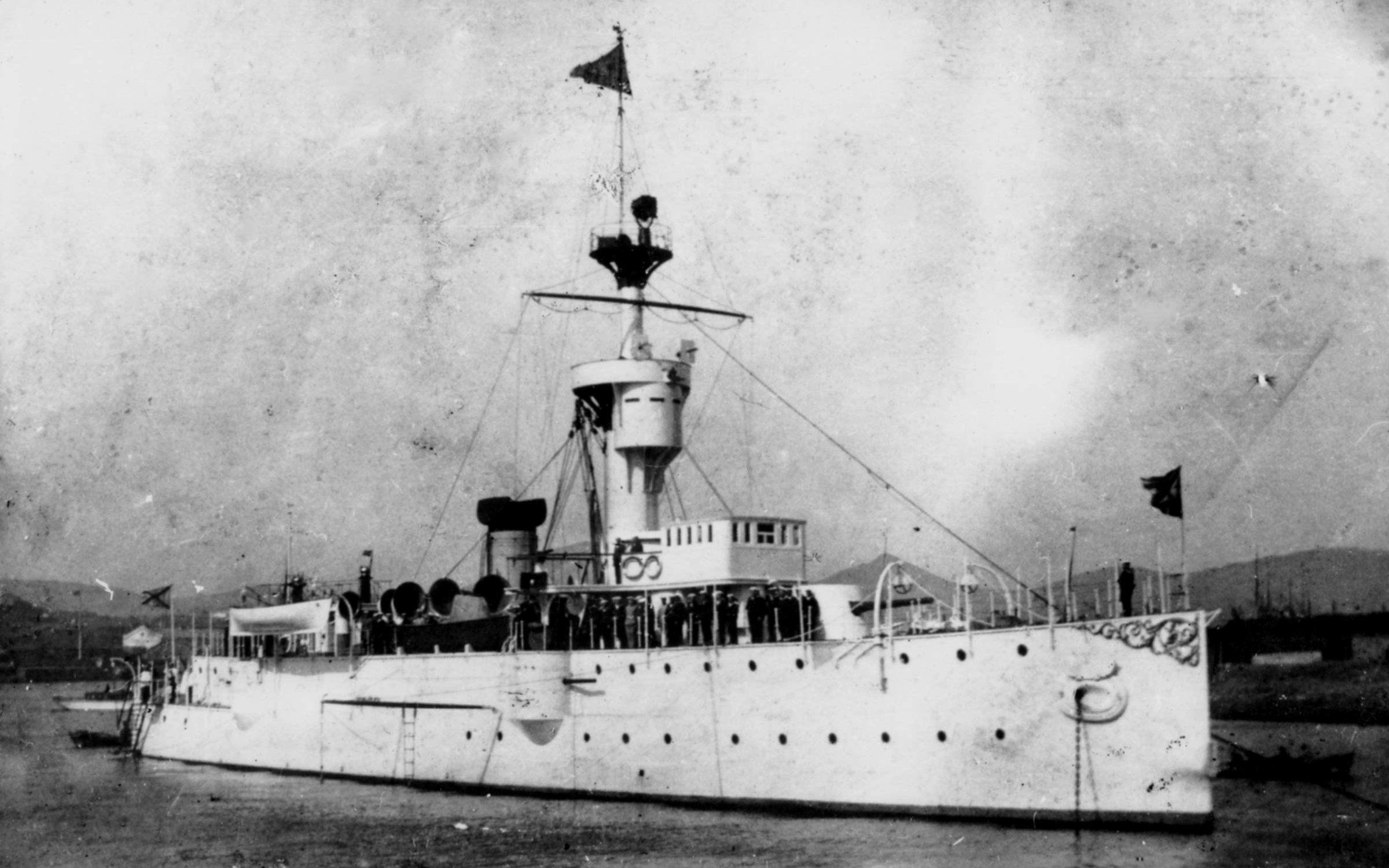
Канлодка «Гиляк» до 1904

Швартовные испытания, назначенные на начало октября 1898 года, были отложены, но 10 октября «Гиляк» был официально введен в строй, все ещё находясь у достроечной стенки Нового Адмиралтейства.
14 октября корабль под командованием А. Вильгельмса совершил переход в Кронштадт, направляясь на приемосдаточные испытания в Ревель. Во время перехода обнаружилась сильная течь в таранном отделении, поэтому лодку поставили в кронштадтский док. 2 декабря, после устранения недоделок, лодка вышла из дока, но переход в Ревель был отменен из-за сложной ледовой обстановки в Финском заливе. Швартовные испытания проводились в Кронштадте.
20 мая 1899 года лодку под командованием капитана 2-го ранга В. М. Ларионова включили в состав Отдельного отряда судов Балтийского моря для проведения ходовых испытаний. 1 июня в ходе шестичасового испытания на мерной миле достичь контрактной мощности не удалось.
Особые опасения вызывал сильный (до 6,5°) крен при поворотах на 11-узловой скорости. Командование лодки ставило вопрос о снятии тяжелой башнеобразной мачты, но после специальной серии испытаний с раскачиванием лодки на тихой воде, мачту было решено оставить, но провести дополнительные испытания на Балтике при бурном море перед отправкой корабля на Дальний Восток.
Проведенные 19 июня повторные испытания дали в целом положительные результаты.

## Конструкция
Продольный и поперечный набор из листовой и угловой стали. Толщина продольных стрингеров — 4,7-мм, вертикального киля — 6,35-мм. Наружная обшивка склепана из листовой стали (6,35 — 7,93 мм). Стальной настил жилой палубы (5,6-мм) мостик, полубак и палубу кормовой надстройки покрыты линолеумом, верхняя палуба — деревянным настилом. Продольные и поперечные водонепроницаемые переборки имеют толщину 4,7 — 6,53 мм. Переборки в районе машинно-котельной установки имеют толщину 12,7-мм. Палубный настил над машинно-котельной установкой изготовлен из броневых листов толщиной 12,7-мм. Боевая рубка прикрыта 9,5-мм стальными листами в два слоя. Корпус имеет довольно большой завал бортов и характерные туннели («своды») в кормовой части.
Для улучшения маневренности лодка снабжена двумя рулями. Штурвалы расположены на обоих на мостиках (носовом и кормовом), и по одному в румпельном отделении и боевой рубке. От установки машинного телеграфа на мостиках отказались, заменив его переговорными трубами.
Характерной особенностью лодки стала стальная мачта массой около 20 тонн с боевым марсом и наблюдательной рубкой.
По итогам конкурса на лучшую машинную установку с участием пяти заводов (12 апреля 1896 года) заказ на энергетическую установку был выдан фирме Крейтона в Або (Финляндия). Она состояла из двух машин тройного расширения с суммарной индикаторной мощностью не менее 1000 л. с. и шести водотрубных котлов Бельвиля.

## Служба

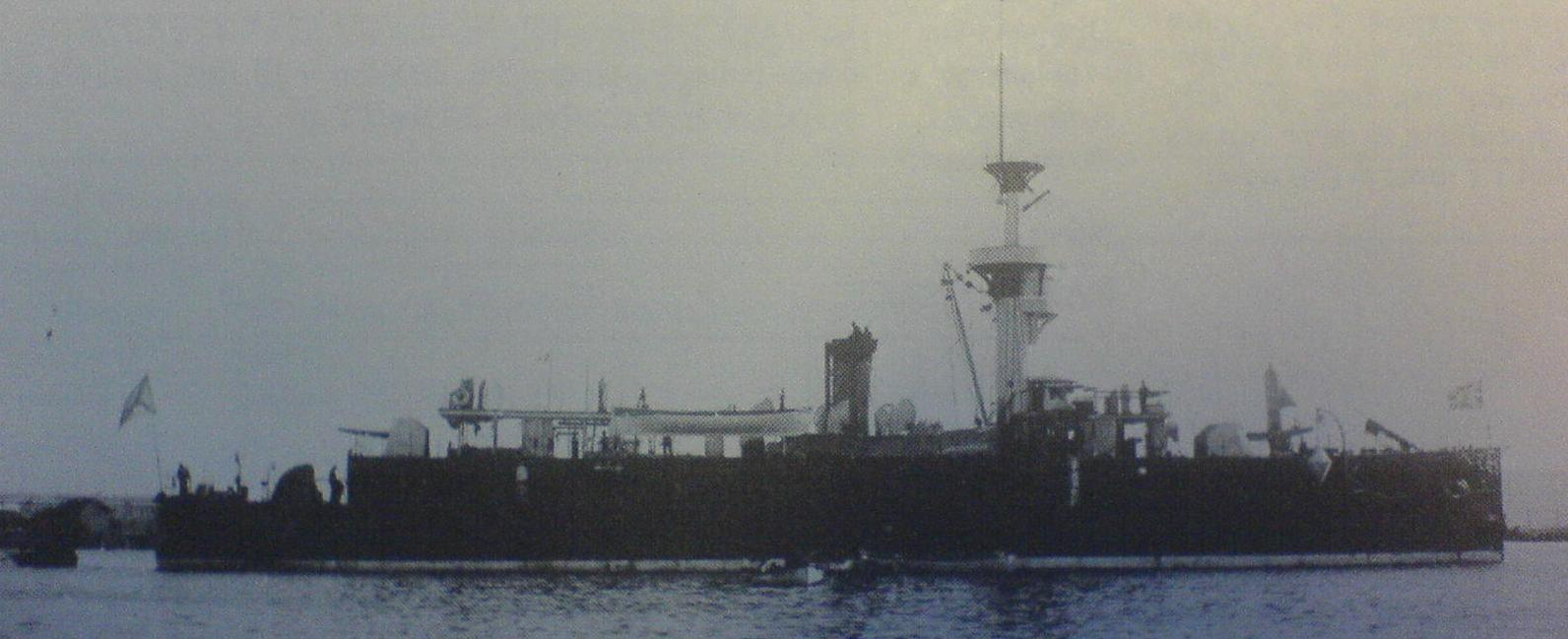
Канонерская лодка «Гиляк»

4 сентября 1899 года «Гиляк» покинул Кронштадт, направляясь на Тихий океан. Командиру Отдельного отряда судов в Средиземном море предписывалось произвести подробный осмотр корабля и отправить его далее с таких расчётом, чтобы он прошел Индийский океан в самое тихое время года.
13 сентября в Либаве были проведены предписанные МТК испытания на раскачивание при бурном море. Результаты испытаний в штормовую погоду признали удовлетворительными, и 19 сентября канонерская лодка вновь вышла в море.
На всем протяжении перехода плохо работали опреснители. В Пирее осмотр показал «значительную слабость механизмов». В рапорте говорилось, что «после двух-трехдневного перехода… приходится неустанно поджимать гайки». В целом лодку признали «вполне исправной»
31 декабря «Гиляк» под командованием капитана 2-го ранга И. Индрениуса вышел из Пирея и 31 мая 1900 года прибыл в Порт-Артур. По пути следования канонерская лодка «Гиляк» зашла в Персидский залив, став первым русским военным судном, посетившим этот район. В Сайгоне тяжело заболевший барон И. Б. Индрениус сдал командование лодкой старшему офицеру капитан-лейтенанту В. Ф. Сарычеву, который исполнял обязанности её командира до марта 1901 года.

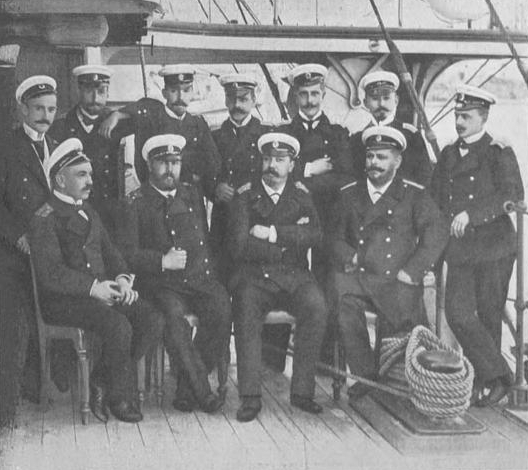
Офицеры «Гиляка». Форт Таку (Дагу), 3 июня 1900 года

«Гиляк» в составе международной эскадры принимал участие в подавлении восстания «боксёров». 4 июня 1900 года канонерская лодка (канонерка) приняла активное участие в бою с фортами Таку, который длился около 6 часов (с 0.50 ночи до 6.45 утра) и проходил на минимальной дистанции. «Гиляк» получил самые сильные повреждения: в него попало три китайских снаряда, первым 80-ти миллиметровым снарядом на «Гиляке» пробита мачта у боевого марса, осколками мачты ранен минный офицер лейтенант Богданов, убит минный квартирмейстер и ранены сигнальщик и пулемётчик. В 1 час 5 минут в канлодку попал второй 152- или 203-х миллиметровый снаряд, пробивший борт и разорвавшийся в пустой угольной яме, взрывом прорвало переборку в котельное отделение, перебило паропровод, убило 2 и паром обожгло 6 человек. Электроосвещение погасло и все электроприводы перестали действовать, пришлось перейти на ручную подачу снарядов. Только к 4 часам утра удалось частично устранить повреждения от этого попадания и развести пары. Третий снаряд — (152- или 203-х миллиметровый) сделал подводную пробоину и проник в носовой 75 мм погреб, где вызвал пожар 136 патронов. Взрыва боекомплекта не произошло — порох в гильзах горел, рвались только снаряды. Это спасло канлодку от гибели, но повреждения велики: «палуба выпучена и оторвана от переборки, пламя, вырвавшись через люки и трубу элеватора, произвело пожар в жилой и на верхней палубах, потушенный через 15 минут; сверх того вода прибывала быстро, залила три отделения и 120-мм патронный погреб через прорванную переборку; лодка значительно накренилась на левый борт, но в разгар боя подведён пластырь и течь остановлена». От попадания этого снаряда убито 4 матросов и ранены 1 офицер и 38 матросов. Но, несмотря на повреждения, «Гиляк» не прекращал огонь. Его экипаж действовал мужественно. «Кочегар Плужников пробрался в место пожара и, зная, что рядом с ним 120-мм патронный погреб, шлангом потушил пожар. Он сильно обожжён и, сделав дело, потерял сознание. В то же время в этот погреб, грозивший взрывом, спустился рулевой Улановский и, стоя по пояс в воде, подавал патроны, чтобы пушка могла действовать безостановочно». Кормовая артиллерия лодки не прекращала огня ни на минуту; всего в том бою корабль выпустил 1818 снарядов (66 [из 100] 120-мм, 857 [из 1000] 75-мм [и 136 взорвались от попадания снаряда], 660 [из 800] 47-мм, 235 [из 300] 63,5-мм снарядов) и 15 000 патронов (вероятно все) из пулемётов. Потери «Гиляка» составили 59 убитых и раненых. За доблесть в этом бою «Гиляк» был награждён Георгиевским серебряным рожком; командовавший лодкой капитан 2 ранга Сарычев и лейтенант Титов были удостоены ордена Святого Георгия 4 степени. Кроме того, 27 сентября (10 октября) 1900 год за отличия в бою при взятии фортов в Таку офицерам канонёрской лодки «Гиляк» высочайше пожалованы:
- Лейтенанту Веселаго 1-му — золотая сабля с надписью «за храбрость».
- Лейтенанту Богданову — орден Святого Владимира 4-й степени с мечами и бантом.
- Мичману Фуксу — орден Святого Станислава 3-й степени.
- Мичману Беренсу 2-му — орден Святого Станислава 3-й степени.
- Старшему инженер-механику Бруссе — орден Святого Владимира 4-й степени с мечами.
- Младшему инженер-механику Лаврову 3-му — орден Святого Владимира 4-й степени с мечами.
- Младшему врачу, лекарю Свечникову — орден Святого Владимира 4-й степени с мечами.

5 июня (18 июня) 1900 год на рейд Таку прибыли крупные корабли тихоокеанской эскадры и транспорты с подкреплениями. Младший флагман эскадры контр-адмирал М. Г. Веселаго перешел с «Петропавловска» на «Гиляк». В его задачи входило руководить охраной тыла наступающих войск союзников, что было гораздо удобнее делать с канонерской лодоки, специально приспособленной для плавания на реке Пейхо, чем с борта броненосца. «Гиляк» стал, таким образом, его плавучей ставкой до конца наступления, которое завершилось 1 августа (14 августа) 1900 год взятием Пекина. Восстание было фактически подавлено, а китайское правительство бежало из столицы.

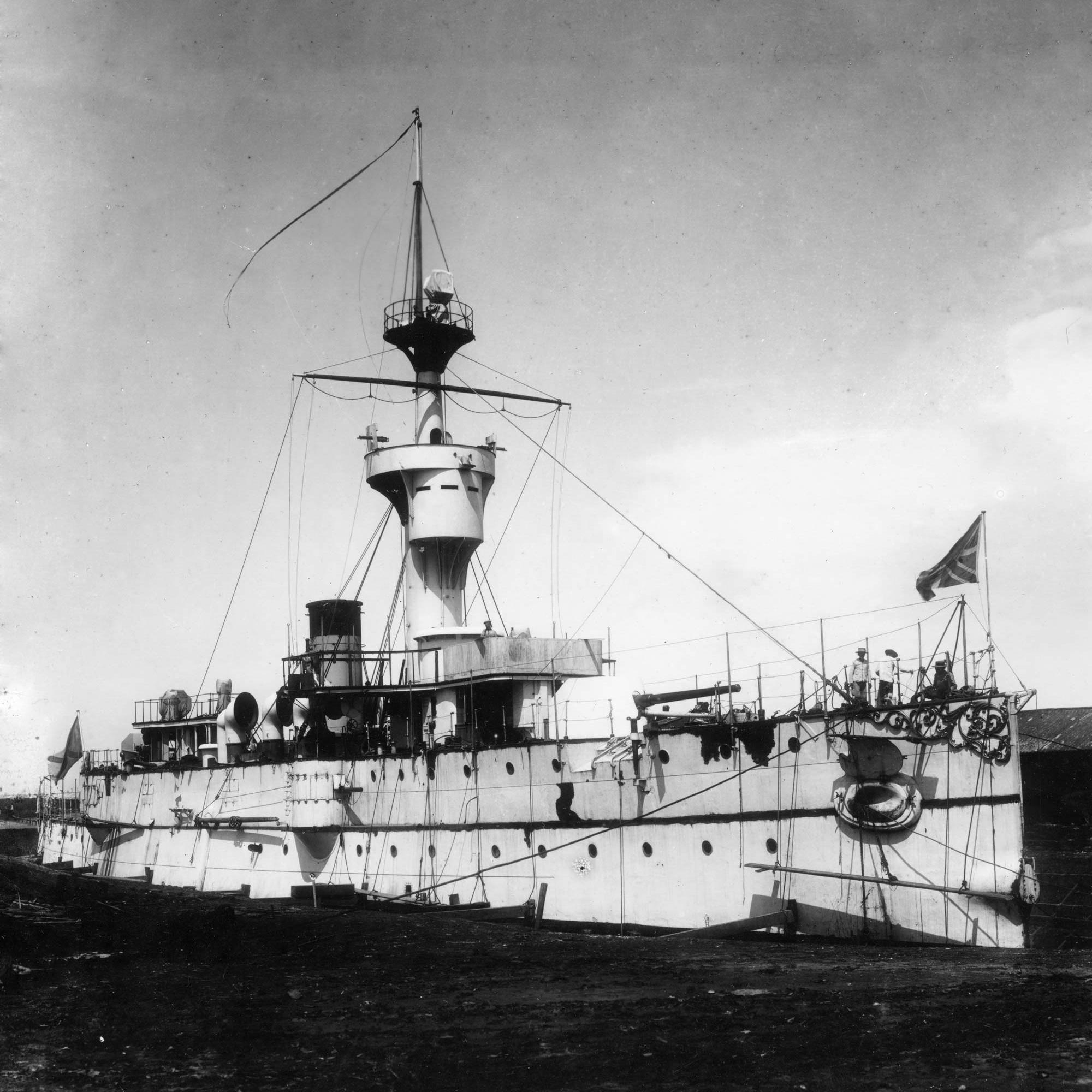
«Гиляк» в доке ремонтируют после Таку

Между тем, Россия, к неудовольствию недавних союзников, ввела свои войска в Маньчжурию. 18 сентября (1 октября) отремонтированный в Таку «Гиляк» вместе с другими кораблями эскадры высадил десант в Шанхайгуань, в тот же день был занят город Мукден. К середине октября была оккупирована вся Маньчжурия.
20 ноября (3 декабря) 1900 года «Гиляк» вернулся в Порт-Артур и уже через неделю вышел в плавание в составе отряда кораблей под командованием нового начальника эскадры вице-адмирала Н. И. Скрыдлова, куда входили крейсеры «Россия» (флаг адмирала), «Адмирал Нахимов» и броненосец «Петропавловск».
Отряд посетил китайские порты в Печилийском заливе и в конце декабря пришёл в Нагасаки, а затем в Иокогаму с целью выяснения позиции японских властей по поводу недавней оккупации Маньчжурии Россией. Во время этого визита командиры кораблей отряда были приняты императором Мэйдзи, заверившим визитёров в своем дружественном отношении.
В начале января 1901 года «Гиляк» отделился в Иокогаме от отряда Скрыдлова и направился в крейсерское плавание у южных берегов Кореи с российским консулом Соковым на борту. За полтора месяца лодка с посетила Пусан, Мокпхо, Чемульпо и другие порты.
9 марта (22 марта) 1901 года «Гиляк» прибыл на рейд Таку, откуда на следующий день поднялся под флагом контр-адмирала М. Г. Веселаго до Тяньцзиня. Забралав там военного агента России в Китае генерал-майора К. И. Вогака, лодка вернулась на морской рейд. Адмирал перенес свой флаг на крейсер «Адмирал Корнилов», который вместе с «Дмитрием Донским» и «Гиляком» 13 марта (26 марта) пришел в Порт-Артур. Через сутки лодка вновь ушла в Тяньцзинь.
26 марта (8 апреля) 1901 года контр-адмирал М. Г. Веселаго инспектировал боевую готовность «Гиляка» в Порт-Артуре. В целом контр-адмирал остался доволен, хотя, при проведении смотра выявил ненормальную ситуацию с боеприпасами. В результате повреждений, полученных ещё в сражении за крепость Таку, все сферические мины и большое количество артиллерийских боеприпасов в погребах пришли в негодность: погнулись, промокли, либо в них выгорел порох. Фактически корабль 8 месяцев возил в трюме балластом испорченный боекомплект, что заметно снижало его боеспособность. Перебрать же погреба не представлялось возможным, поскольку судно постоянно находилось на боевой службе вне базы.
Однако это замечание контр-адмирала осталось без последствий, так уже 7 апреля (20 апреля) по приказу главнокомандующего морскими силами Тихого океана вице-адмирала Е. И. Алексеева «Гиляк» с двумя миноносцами вновь ушел в море. Необходимо было проверить сведения о появлении у западного побережья Квантуна джонок хунхузов. Через три дня капитан 2-го ранга В. Ф. Сарычев вызвал телеграфом помощь одному из миноносцев, севшему на необозначенный риф. Прибывший крейсер «Адмирал Нахимов» освободил его и увёл оба миноносца в Порт-Артур. «Гиляк» продолжил плавание, но через несколько дней сам оказался на мели при попытке стать на якорную стоянку в проливе между двумя островами из группы Эллиот. Через полчаса начался прилив и корабль самостоятельно освободился, однако в трюме обнаружилась вмятина и незначительная течь. «Гиляк» вернулся в Порт-Артур.
В апреле 1901 года капитан 2-го ранга В. Ф. Сарычев сдал командование канонерской лодкой «Гиляк» капитану 2-го ранга Л. Ф. Добротворскому
1 января вышел из Чемульпо в Порт-Артур с депешами русского посланника в Сеуле Павлова, уступив место стационера канонерской лодке «Кореец».

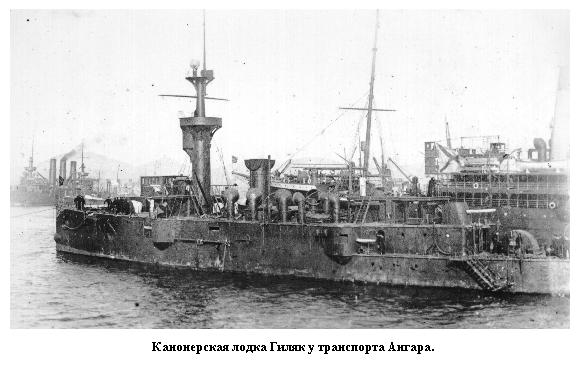
Канлодка «Гиляк» в Порт-Артуре

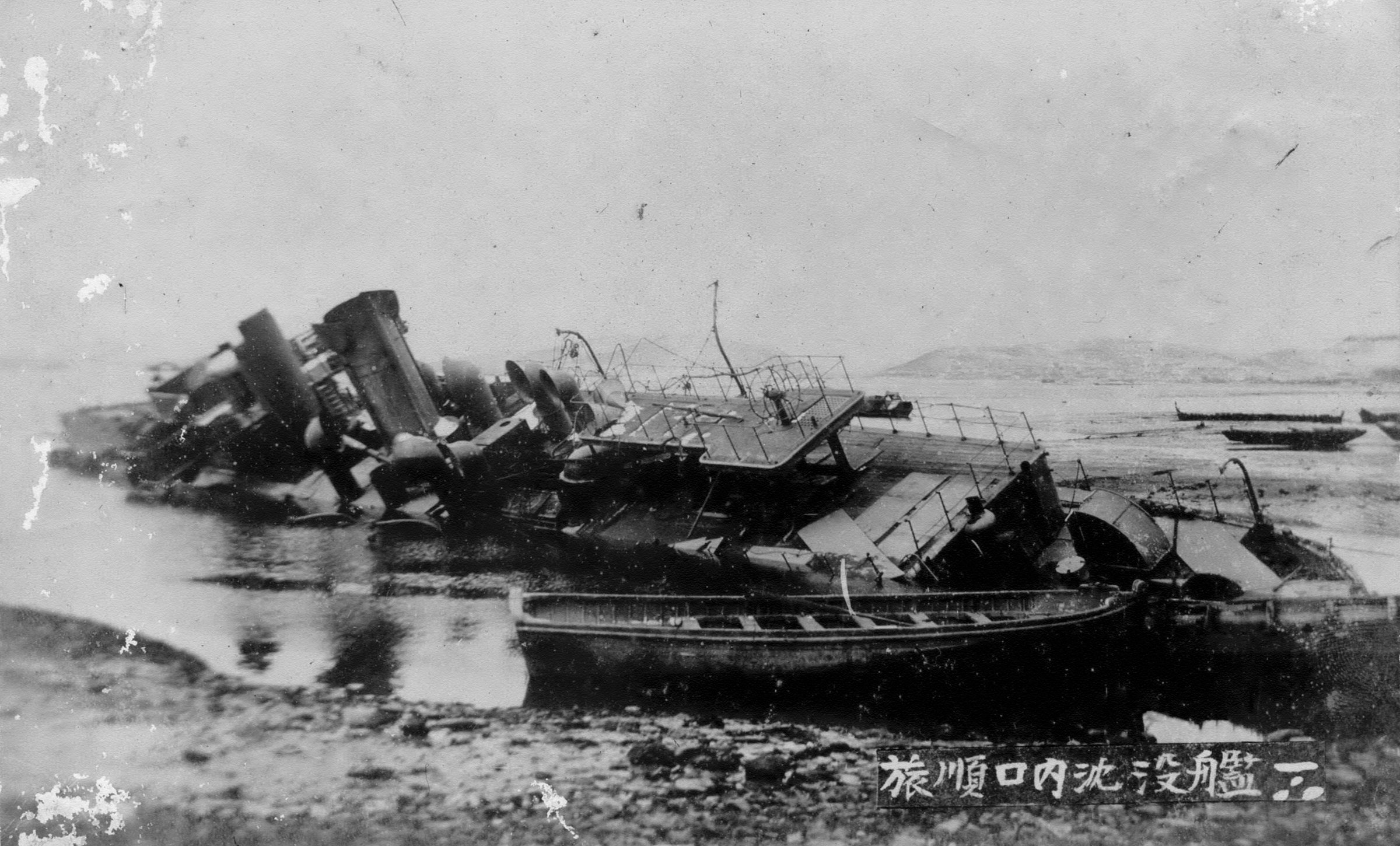
«Гиляк» (Порт-Артур, 1905 год)

28 января 1904 года участвовал в бою с основными силами японского флота, но ввиду безрезультатности огня перешёл на внутренний рейд. В течение Русско-японской войны «Гиляк» участвовал в охране внешнего рейда Порт-Артура, обстреле вражеских позиций.
В ночь на 20 апреля канонерская лодка отлично действовала в бою при отражении третьей атаки японских брандеров на Порт-Артур (12 единиц), добившись ряда попаданий в брандеры и потопив по докладу командира японский миноносец (японцы его потерю отрицают).
1 ноября 1904 года поврежденный попаданием японского тяжелого снаряда «Гиляк» был разоружен и 25 ноября затонул на внутреннем рейде Порт-Артура у Перепелиной горы от попадания пяти 280-мм снарядов противника. Перед сдачей крепости корабль был взорван.
В 1905 году «Гиляк» был поднят японцами и сдан на слом.

## Факты
Лейтенант Веселаго был старшим сыном контр-адмирала М. Г. Веселаго, чем и объясняется пристальное внимание последнего к канонерке «Гиляк» и периодическое появление на ней под разными официальными предлогами.

## Офицерский состав в 1904 году
- Командир
  - Капитан 2-го ранга В. А. Алексеев 1-й
  - Капитан 2-го ранга Николай Васильевич Стронский 4-й (с 18.04.1904)
- Старший офицер
  - Капитан-лейтенант (с 28.03.1904 капитан 2-го ранга) Ф. А. Винтер
- Вахтенный начальник
  - Лейтенант А. А. Нордман
  - Мичман П. А. Светлик
  - Мичман М. Д. фон Штейн
- И. д. ревизора
  - Мичман Г. В. Воробьев (до 09.05.1904)
- Минный офицер
  - Лейтенант В. К. Прокопович 2-й
- Артиллерийский офицер
  - Лейтенант С. А. Берх
  - Лейтенант М. А. Борисов
- Штурманский офицер
  - Капитан корпуса флотских штурманов В. З. Лукин
- Судовой механик
  - Младший инженер-механик С. П. Янцевич
- Трюмный механик
  - Младший инженер-механик М. А. Шмидт
- Судовой врач
  - Лекарь В. Кудрин

## Командиры канонерской лодки
- хх.01.1897-хх.02.1897 — капитан 2-го ранга Фортман, Василий Францевич
- хх.03.1897-хх.04.1897 — капитан 2-го ранга Егорьев, Евгений Романович
- 09.12.1898-21.09.1899 — капитан 2-го ранга Вильгельмс, Адольф Карлович
- хх.12.1898-хх.11.1899 — капитан 2-го ранга Ларионов, Василий Матвеевич
- хх.11.1899-20.09.1900 — капитан 2-го ранга Индрениус, Иван Бернгардович
- 20.09.1900-06.12.1901 — капитан 2-го ранга Добротворский, Леонид Фёдорович
- 06.12.1901-хх.05.1903 — капитан 2-го ранга Шумов, Пётр Петрович
- 05.05.1903-17.04.1904 — капитан 2-го ранга Алексеев, Василий Алексеевич
- 18.04.1904-25.11.1904 — капитан 2-го ранга Стронский, Николай Васильевич

## Известные люди, служившие на корабле
- Сарычев, Владимир Фёдорович
- Бахирев, Михаил Коронатович
- Ильин, Фёдор Николаевич (судовой врач)